# Black’s Law Dictionary

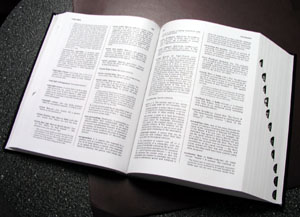
Black’s Law Dictionary

Black’s Law Dictionary, abgekürzt Black’s, dt. Blacks Rechtswörterbuch, ist das maßgebliche Rechtswörterbuch für das Recht der Vereinigten Staaten. Es wurde in vielen Fällen vom Supreme Court als juristische Autorität zitiert. Die neueste Auflage, von der es auch gekürzte Ausgaben und Taschenausgaben gibt, ist sowohl für Laien als auch für Studenten ein nützlicher Ausgangspunkt angesichts von unbekannten Begriffen aus dem juristischen Bereich. In juristischen Papieren und Urteilsbegründungen ist es das bevorzugte Referenzwerk für Definitionen.
Black’s Law Dictionary wurde von Henry Campbell Black begründet und nach ihm benannt. Die erste Ausgabe erschien 1891, die zweite Ausgabe 1910. Die zehnte Auflage erschien im Jahr 2014 bei Thomson Reuters, herausgegeben von Bryan A. Garner.